# Maladera chiruwae
Maladera chiruwae är en skalbaggsart som beskrevs av Ahrens 2004. Maladera chiruwae ingår i släktet Maladera och familjen Melolonthidae. Inga underarter finns listade i Catalogue of Life.